# ليليان ستيفنسون
ليليان ستيفنسون (بالإنجليزية: Lilian Stevenson)‏ هي ناشطة سلام أيرلندية، ولدت في 16 نوفمبر 1870 في دبلن في جمهورية أيرلندا، وتوفيت في 1960.